# Viktoria
Viktoria es el decimocuarto álbum de estudio de la banda sueca de black metal Marduk. Fue lanzado el 22 de junio de 2018. En cuanto a las letras, el álbum sigue una corriente similar a la de sus anteriores trabajos, empleando temática enfocada en la Segunda Guerra Mundial. Es el último álbum en contar con el bajita Magnus "Devo" Andersson y el baterista drummer Fredrik Widigs.

### Lista de canciones
| N.º | Título                 | Duración |  |
| 1.  | «Werwolf»              | 2:02     |  |
| 2.  | «June 44»              | 3:49     |  |
| 3.  | «Equestrian Bloodlust» | 2:51     |  |
| 4.  | «Tiger I»              | 4:12     |  |
| 5.  | «Narva»                | 4:31     |  |
| 6.  | «The Last Fallen»      | 4:25     |  |
| 7.  | «Viktoria»             | 3:26     |  |
| 8.  | «The Devil's Song»     | 3:46     |  |
| 9.  | «Silent Night»         | 4:12     |  |

## Créditos
Tomados de Metal Force.
- Daniel "Mortuus" Rostén – voz
- Morgan Steinmeyer Håkansson – guitarras
- Magnus "Devo" Andersson – bajo
- Fredrik Widigs – batería

## Pocisiones
| Chart (2018)                        | Peak position |
| ----------------------------------- | ------------- |
| Austria (Ö3 Austria)                | 26            |
| Bélgica (Ultratop flamenca)         | 50            |
| Bélgica (Ultratop valona)           | 90            |
| Países Bajos (Album Top 100)        | 154           |
| Finlandia (Suomen Virallinen Lista) | 17            |
| Francia (SNEP)                      | 141           |
| Alemania (Offizielle Top 100)       | 10            |
| Suecia (Sverigetopplistan)          | 29            |
| Suiza (Schweizer Hitparade)         | 30            |